# Aeroporto de Preguiça
O Aeroporto de Preguiça, também conhecido como Aeródromo de São Nicolau (IATA: SNE - ICAO: GVSN) fica localizado na Ilha de São Nicolau, no Arquipélago de Cabo Verde, na África.

## Companhias Aéreas e Destinos
| Cias Aéreas              | Destinos                    |
| ------------------------ | --------------------------- |
| Binter CV                | Praia                       |
| Cabo Verde Express       | Espargos (SAL), São Vicente |
| TACV Cabo Verde Airlines | Espargos (SAL)              |

## Estatísticas
| Ano  | Passageiros | Operaões | Cargas (t) |
| ---- | ----------- | -------- | ---------- |
| 2012 | 26,436      | -        | -          |
| 2013 | 24,732      | 618      | 31         |
| 2016 | 26,476      | 604      | 24         |